# Danh sách nguyên thủ quốc gia Nga
Dưới đây là danh sách các chính khách giữ vai trò nguyên thủ quốc gia Nga kể từ năm 1917. Để biết danh sách chi tiết hơn, nhưng ngắn hơn (chỉ bao gồm các nguyên thủ quốc gia sau Liên Xô), hãy xem Danh sách tổng thống Nga. Đối với các nhà lãnh đạo trước năm 1917, xem Danh sách các nhà cai trị Nga.
| #                                                           | Hình ảnh           | Tên                             | Nhiệm kỳ             | Nhiệm kỳ             | Đảng phái                                                                  |
| ----------------------------------------------------------- | ------------------ | ------------------------------- | -------------------- | -------------------- | -------------------------------------------------------------------------- |
| Chính phủ Lâm thời Nga (1917)                               |                    |                                 |                      |                      |                                                                            |
| 1                                                           |                    | Georgy Yevgenyevich Lvov        | 15 tháng 3 năm 1917  | 21 tháng 7 năm 1917  | Đảng Dân chủ lập hiến                                                      |
| 2                                                           |                    | Aleksandr Fyodorovich Kerenskii | 21 tháng 7 năm 1917  | 7 tháng 11 năm 1917  | Đảng Xã hội-Cách mạng (phe Trudovik)                                       |
| Cộng hòa Xã hội chủ nghĩa Xô viết Liên bang Nga (1917–1991) |                    |                                 |                      |                      |                                                                            |
| 3                                                           |                    | Lev Borisovich Kamenev          | 7 tháng 11 năm 1917  | 21 tháng 11 năm 1917 | Đảng Lao động Dân chủ Xã hội Nga (Bolshevik)                               |
| 4                                                           |                    | Yakov Mikhailovich Sverdlov     | 21 tháng 11 năm 1917 | 16 tháng 3 năm 1919  | Đảng Lao động Dân chủ Xã hội Nga (bolshevik)/Đảng Cộng sản Nga (bolshevik) |
| 5                                                           |                    | Mikhail Fyodorovich Vladimirsky | 16 tháng 3 năm 1919  | 30 tháng 3 năm 1919  | Đảng Cộng sản Nga (bolshevik)                                              |
| 6                                                           |                    | Mikhail Ivanovich Kalinin       | 30 tháng 3 năm 1919  | 15 tháng 7 năm 1938  | Đảng Cộng sản toàn Liên minh (bolshevik)                                   |
| 7                                                           |                    | Alexei Yegorovich Badayev       | 15 tháng 7 năm 1938  | 4 tháng 3 năm 1944   | Đảng Cộng sản toàn Liên minh (bolshevik)                                   |
| 8                                                           |                    | Nikolai Mikhailovich Shvernik   | 4 tháng 3 năm 1944   | 25 tháng 6 năm 1946  | Đảng Cộng sản toàn Liên minh (bolshevik)                                   |
| 9                                                           |                    | Ivan Alekseyevich Vlasov        | 25 tháng 6 năm 1946  | 7 tháng 7 năm 1950   | Đảng Cộng sản toàn Liên minh (bolshevik)                                   |
| 9                                                           |                    | Mikhail Petrovich Tarasov       | 7 tháng 7 năm 1950   | 16 tháng 4 năm 1959  | Đảng Cộng sản toàn Liên minh (bolshevik)/ Đảng cộng sản Liên Xô            |
| 10                                                          |                    | Nikolai Grigoryevich Ignatov    | 16 tháng 4 năm 1959  | 26 tháng 11 năm 1959 | Đảng cộng sản Liên Xô                                                      |
| 11                                                          |                    | Nikolai Nikolayevich Organov    | 26 tháng 11 năm 1959 | 20 tháng 12 năm 1962 | Đảng cộng sản Liên Xô                                                      |
| (10)                                                        |                    | Nikolai Grigoryevich Ignatov    | 20 tháng 12 năm 1962 | 14 tháng 11 năm 1966 | Đảng cộng sản Liên Xô                                                      |
| 12                                                          |                    | Mikhail Alekseyevich Yasnov     | 14 tháng 11 năm 1966 | 26 tháng 3 năm 1985  | Đảng cộng sản Liên Xô                                                      |
| 13                                                          |                    | Vladimir Pavlovich Orlov        | 26 tháng 3 năm 1985  | 3 tháng 10 năm 1988  | Đảng cộng sản Liên Xô                                                      |
| 14                                                          |                    | Vitaly Ivanovich Vorotnikov     | 3 tháng 10 năm 1988  | 29 tháng 5 năm 1990  | Đảng cộng sản Liên Xô                                                      |
| 15                                                          |                    | Boris Nikolayevich Yeltsin      | 29 tháng 5 năm 1990  | 25 tháng 12 năm 1991 | Chính trị gia độc lập                                                      |
| Liên bang Nga (từ 1991)                                     |                    |                                 |                      |                      |                                                                            |
| 1                                                           |                    | Boris Nikolayevich Yeltsin      | 25 tháng 12 năm 1991 | 31 tháng 12 năm 1999 | Chính trị gia độc lập                                                      |
| —                                                           |                    | Vladimir Vladimirovich Putin    | 31 tháng 12 năm 1999 | 7 tháng 5 năm 2000   | Đoàn kết                                                                   |
| 2                                                           | 7 tháng 5 năm 2000 | Vladimir Vladimirovich Putin    | 7 tháng 5 năm 2008   | Đoàn kết/ Độc lập    |                                                                            |
| 3                                                           |                    | Dmitry Anatolyevich Medvedev    | 7 tháng 5 năm 2008   | 7 tháng 5 năm 2012   | Nước Nga thống nhất                                                        |
| (2)                                                         |                    | Vladimir Vladimirovich Putin    | 7 tháng 5 năm 2012   | đương nhiệm          | Nước Nga thống nhất/ Độc lập                                               |